# Latim pré-literário
O latim pré-literário é uma variação diacrônica do latim de Roma.
O texto latino mais antigo que se conhece remonta ao século VI a.C. Nas inscrições pré-literária, as palavras latinas tinham acento de intensidade na primeira sílaba, o que produziu mudança de timbre na vogal da sílaba posterior.